# 安東祐希
安東 祐希（あんどう ゆうき）は、日本の論理学者。数学博士(筑波大学)。専門は、数理論理学および証明論。法政大学大学院人文科学研究科教授、法政大学文学部哲学科教授。同大学図書館長。

## 略歴
1988年、東京工業大学理学部数学科卒業後、筑波大学大学院数学研究科にて数学を専攻し、博士号取得。2000年より、法政大学第一教養部助教授、2003年、法政大学文学部の助教授となる。2005年から同大学教授教授。
2005年から2008年まで法政大学学生部長を務め、2021年から2023年の期間において文学部長を担った。

## 著作等
- 『第一階古典述語論理の自然演繹計算の標準化定理について』（口頭発表、1994年）
- 『On a Reduction-Procedure for Full First Order Classical Natural Deduction』（筑波大学博士論文、1995年）
- 『古典論理自然演繹体系の標準化手続きについて』（口頭発表、1996年）
- 『古典自然演繹体系のチャーチ・ロッサー性について』（口頭発表、1999年）
- 『形式的証明の一意性に関するある定理について』（口頭発表、1999年）
- 『構造的縮約について』（口頭発表、2003年）

## 専門分野
- 数理論理学
- 証明論